# Dieter Rüdiger
Heinz Dieter Rüdiger (* 5. April 1927 in Riesa; † 5. September 1964 in Freiberg) war ein deutscher Bauingenieur und Hochschullehrer.

## Leben
Rüdiger legte 1944 das Abitur ab und wurde unmittelbar danach zum Militärdienst im Zweiten Weltkrieg eingezogen. Er kam in US-amerikanische Gefangenschaft. Im Juli 1945 kam er frei, danach begann er in Riesa eine Ausbildung zum Zimmerer, die er 1947 mit der Gesellenprüfung beendete. Von 1946 bis 1950 studierte er Bauingenieurwesen an der TH Dresden. Nach dem Erwerb des Diploms arbeitete er zunächst als Statiker im Entwurfsbüro für Industriebau Dresden. 1953 wurde er an der Technischen Hochschule Dresden zum Dr.-Ing. promoviert, im gleichen Jahr begann er eine Tätigkeit am Lehrstuhl für Technische Mechanik sowie Festigkeitslehre für Bauingenieure.
Kurz nach seiner Habilitation im November 1954 wechselte Dieter Rüdiger an die Bergakademie Freiberg. Nach kurzer Tätigkeit als Dozent wurde er zum Professor mit Lehrauftrag für Technische Mechanik berufen. Ab Februar 1957 leitete er das Institut für Technische Mechanik, und am 1. Juni 1958 wurde er ordentlicher Professor. Am 5. September 1964 beging er Selbstmord.

## Veröffentlichungen (Auswahl)
- Der Spannungs- und Verschiebungszustand drehsymmetrischer Membranschalen mit beliebig gekrümmter Meridiankurve. Dissertation, TH Dresden, 1953
- Die strenge Theorie anisotroper prismatischer Faltwerke Habilitationsschrift, TH Dresden, 1955
- (mit Alfred Kneschke): Technische Mechanik, 3 Bände, Leipzig 1960, 1962 und 1964